# Donny Day
Don Juan "Donny" Day (Amsterdam, 23 mei 1990) is een Nederlands voetballer die als aanvaller voor onder andere Telstar speelde.

## Carrière
Donny Day speelde in de jeugd van AVV Zeeburgia, Feyenoord en Vitesse/AGOVV. In 2009 tekende hij bij Telstar, waar hij in het betaald voetbal debuteerde. Dit was op 7 augustus 2009, in de met 2-2 gelijkgespeelde uitwedstrijd in de Eerste divisie tegen Excelsior. Hij kwam in de 85e minuut in het veld voor Erwin Koen. Na een seizoen voor Telstar te hebben gespeeld vertrok hij naar de amateurs van Zwaluwen '30. Hierna speelde hij nog voor JOS Watergraafsmeer, HVV Hollandia, FC Chabab, AVV Zeeburgia, RKSV DCG, NVC en ASC De Volewijckers.

### Statistieken
| Seizoen                     | Club           | Land           | Competitie       | Competitie | Competitie | Beker | Beker | Totaal | Totaal |
| Seizoen                     | Club           | Land           | Competitie       | Wed.       | Dlp.       | Wed.  | Dlp.  | Wed.   | Dlp.   |
| --------------------------- | -------------- | -------------- | ---------------- | ---------- | ---------- | ----- | ----- | ------ | ------ |
| 2009/10                     | Telstar        | Nederland      | Eerste divisie   | 12         | 0          | 0     | 0     | 12     | 0      |
| 2012/13                     | HVV Hollandia  | Nederland      | Topklasse Zondag | 13         | 1          | 3     | 1     | 16     | 2      |
| 2013/14                     | FC Chabab      | Nederland      | Topklasse Zondag | 8          | 0          | 1     | 0     | 9      | 0      |
| Carrièretotaal              | Carrièretotaal | Carrièretotaal | Carrièretotaal   | 33         | 1          | 4     | 1     | 37     | 2      |
| Bijgewerkt op 20 maart 2018 |                |                |                  |            |            |       |       |        |        |